# 弘中綾香
弘中 綾香（ひろなか あやか、1991年〈平成3年〉2月12日 - ）は、テレビ朝日のアナウンサー。

## 人物
神奈川県出身。身長157 cm。
慶應義塾中等部、慶應義塾女子高等学校、慶應義塾大学法学部政治学科卒業。高校時代はオーケストラ部（担当はヴァイオリン）およびスキー部に所属し、大学時代は體育會ホッケー部のマネージャーを務めた。TOPIK2級。
ももいろクローバーZがきっかけでアイドルファンになり、他にも坂道グループやハロプロ、K-POPなどさまざまなアイドルグループを応援している。
2013年テレビ朝日に入社。人事部での研修を経てアナウンス部に配属され、同年中にアナウンサーデビューを果たした。アナウンサー試験を受けた動機は「人生一度きりなので様々な可能性を広げようと思った」からというもので、アナウンススクールはテレビ朝日アスクの3日間集中講義を受講したのみで本格的に通ってはおらず、女子アナウンサーの登竜門とされるミスキャンパスコンテストにも応募したことがなかった。当初は総合職志望で、人事部に顔を覚えてもらっていたら有利になるかもしれないという理由から選考時期の早いアナウンサー採用試験を受けたところ、とんとん拍子で合格した。入社試験でカメラテストの面接官を務めた加地倫三によると、アナウンサーとしてのスキルはそれほどでもなかったが、フリートークが図抜けて面白かったという。同年10月18日より竹内由恵に代わり『ミュージックステーション』のサブ司会を5年間担当、2018年9月17日の『ミュージックステーションウルトラFES』の出演を最後に卒業した。
2019年7月、AbemaTVにて『ひろなかラジオ』の配信が開始、念願だったラジオに挑戦する。弘中自身はTBSラジオ『問わず語りの神田伯山』のリスナーであることを発言している。同年8月31日、局の垣根を超えてニッポン放送にて『弘中綾香のオールナイトニッポン0』のラジオパーソナティーを務めた。2020年1月2日には、NHK総合で放送された『新春TV放談2020』にパネラーとして出演した。2021年2月12日、フォトエッセイ集『弘中綾香の純度100％』（マガジンハウス）を出版。同年7月7日写真集『ひろなかのなか』（講談社）を出版した。撮影が行われたのは2020年夏2022年9月30日に一般人男性と婚姻していたことが報じられ、これを受けてテレビ朝日から弘中のコメント入りで正式に結婚が公表された。10月3日、英語学習サービスの株式会社プログリットの代表取締役社長・岡田祥吾が弘中との結婚を正式に発表した。同年12月、4年連続で『ORICON NEWS』の「好きな女性アナウンサーランキング」1位を獲得。2023年5月31日、第1子妊娠を報告。9月7日、産休入りを報告した。同年12月1日、「好きな女性アナウンサーランキング」にて、5年連続の1位を獲得。高島アナ、水卜アナに続き、3人目の殿堂入りとなった。同月3日、スポーツ報知の報道により弘中が同年11月上旬に第1子となる長女を出産していたことが明らかになり、これを受けて弘中本人が自身のInstagramを更新して正式に第1子の出産を報告した。なお、弘中自身は育休を取らず早期の職場復帰を希望していることが伝えられている。

## 出演
- 太字は出演中。

### バラエティ番組
- SMAP☆がんばりますっ!!（2013年4月14日）
- 雨上がり決死隊のトーク番組アメトーーク!「ホリケンふれあい旅 にんげんっていいな」（進行、2013年8月22日・12月19日）
- 私の嫌いな探偵 presents ラッキースポット探偵ツアー!（2014年1月3日）
- 坂上忍の成長マン!!（2014年4月3日 - 2015年3月）
- アレはスゴかった!!（2014年4月6日 - 9月28日）
- ももクロChan〜Momoiro Clover Z Channel〜（2015年2月3日 - 17日、「ペンタゴンダービー」に進行役で出演）
- ロンドンハーツ「私服センスなし女 No.1トーナメント」（2016年2月23日）
- アップデート大学（#27・2017年4月13日 - 9月28日〈レギュラー出演前の#18・2017年2月9日放送分にも出題ゲストで出演〉、研究員）。
- 俺の持論（2017年10月15日 - 2018年3月11日、天ちゃん〈声の出演〉）
- 激レアさんを連れてきた。ドラマシアター 激アツ!! ヤンキーサッカー部（2018年9月21日、28日）- 英語教師 役[28]
- BS民放5局共同制作特番・BS5局で生放送!鶴瓶&安住の放送局漫遊記（2019年12月1日、BS朝日） - BS朝日パート「お笑い演芸館+」進行。また同特番のグランドフィナーレにも出演。
- 新春TV放談2020（2020年1月2日、NHK）
- 民放同時放送 一緒にやろう2020 大発表スペシャル（2020年1月24日）
- かみひとえ（2020年3月30日 - 9月21日）進行
- お願い!ランキング『太田松之丞→太田伯山 悩みに答えない毒舌相談室』（2019年7月4日 - 2020年9月）
- クイズプレゼンバラエティー Qさま!!（2013年7月29日 - 、解答者）※不定期出演
- 激レアさんを連れてきた。（2017年10月2日 - 、研究助手）
- ノブナカなんなん?→隣のブラボー様→1泊家族（2019年6月21日、10月7日、12月29日・2020年7月8日、10月10日 - ）
- あざとくて何が悪いの?（2019年9月27日・2020年4月17日、7月25日、10月10日 - 2023年9月24日）[29]
- お願い!ランキング『太田伯山ウイカの「はなつまみ」』（2020年10月 - 2021年9月）※不定期出演
- 伊沢みなみかわのクイズに出ない世界（2025年4月1日 - ）

### スポーツ番組
- 速報!甲子園への道（2013年度）マルチリポーター
- 第95回全国高等学校野球選手権大会中継（2013年、朝日放送、BS朝日）「燃えろ!ねったまアルプス」リポーター

### 音楽番組
- ミュージックステーション（2013年10月18日 - 2018年9月7日、2022年1月21日（並木の代理として）、2024年6月14日（VTR出演））9代目サブ司会
  - ミュージックステーションスーパーライブ（毎年12月、2013年 - 2017年、2019年）
  - ミュージックステーションウルトラFES（毎年9月、2015年 - 2018年）

### テレビドラマ
- AKBホラーナイト アドレナリンの夜 第9話「生中継」（2015年11月5日、テレビ朝日） - アナウンサー役
- 未解決の女 警視庁文書捜査官 第6話（2018年5月24日、テレビ朝日） - ラーメン店店員 役
- BG〜身辺警護人〜（2020年6月18日、テレビ朝日）
- 真夏の少年〜19452020（2020年7月31日 - 9月18日、テレビ朝日） - 三平佳代 役
- ボーイフレンド降臨!（2022年12月17日、テレビ朝日） - 記者 役[30]

### テレビアニメ
- ドラえもん（第2期、2021年10月23日） - アナウンサー 役

### ウェブテレビ
- 原宿AbemaNews（2016年4月11日 - 2017年7月8日、月曜・火曜キャスター、AbemaTV）
- ひろなかラジオ（2019年7月29日 - 8月28日、AbemaTV）[16]
- いきなりフォーリンラブ（2020年1月29日 - 3月25日、AbemaTV）

### ラジオ
- オードリーのオールナイトニッポン（ニッポン放送、2019年4月20日、ゲスト出演）
- 弘中綾香のオールナイトニッポン0(ZERO)（ニッポン放送、2019年8月31日）

## 書籍
- 『弘中綾香の純度100%』（2021年2月12日、マガジンハウス）ISBN 978-4838731428
- 『アンクールな人生』（2022年9月14日、KADOKAWA ）ISBN 978-4040647821

## その他
- with 2021年7月号 表紙（2021年5月28日発売）[31]
- コラム 『弘中綾香の「純度100%」』(2019年5月17日 - 、Hanako Tokyo)[32]